# ヘルマン・バーフィンク

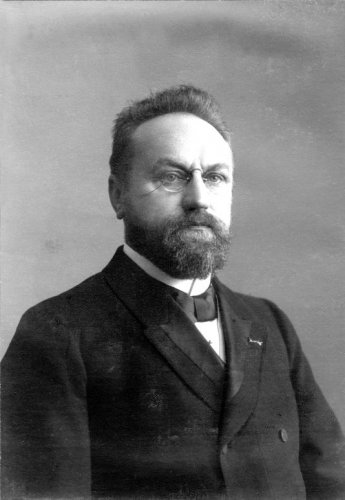
ヘルマン・バーフィンク

ヘルマン・バーフィンク（Herman Bavinck、1854年12月13日 - 1921年7月29日）は、オランダの牧師、神学者、政治家である。アブラハム・カイパーと共にオランダ改革派教会（Gereformeerde Kerken in Nederland）の創立にかかわった一人である。英語読みでハーマン・バーヴィンクとも表記されることもある。
カンペン神学校、ライデン大学に学び、1882年から1902年までカンペンの教義学教授になり、1902年より1920年までアムステルダム自由大学の教授を務めた。
アブラハム・カイパー、ベンジャミン・ウォーフィールドと共に、19世紀から20世紀にかけてのオランダのカルヴァン主義の3大神学者の一人として、ルイス・ベルコフ、コーネリウス・ヴァン・ティル、ヘリット・コルネーリス・ベルカウワーなどのカルヴァン主義の神学者たちに強い影響を与えた。

## 著書
- 改革派教義学（1895年-1901年）
- 信徒のための改革派組織神学（聖恵授産所出版部、1984年）
- カルヴァンと一般恩寵（聖恵授産所出版部、1982年）